# Nzumari

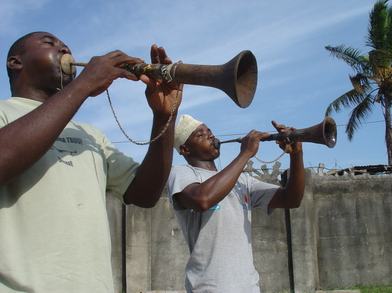
Schrill klingende zumari auf Sansibar.

Nzumari, auch zomari, zumari, nzomari, ndzumari, nzumara, ndhumari, somari, ist ein konisches Doppelrohrblattinstrument aus Holz oder Horn und Metall mit vier bis sechs Fingerlöchern, das in mehreren, von Arabisch zamr, mizmār, abgeleiteten Aussprachevarianten an der ostafrikanischen Küste von Südsomalia entlang der Küste Kenias (nzumari) über Sansibar (zomari) bis zu den Komoren (mzumara) verbreitet ist. Andere Namen für diesen im gesamten Orient vorkommenden Kegeloboentyp sind bungo bei den Giriama im Norden Kenias und anjomara oder kabiry an der Nordwestküste Madagaskars. Typologisch verwandt ist die zur islamischen Kultur Nordafrikas gehörende algaita. In Ostafrika ging die Verbreitung der Kegeloboe vermutlich von der Insel Lamu und von einigen, zu den Mijikenda gehörenden Ethnien an der kenianischen Küste aus.

## Herkunft

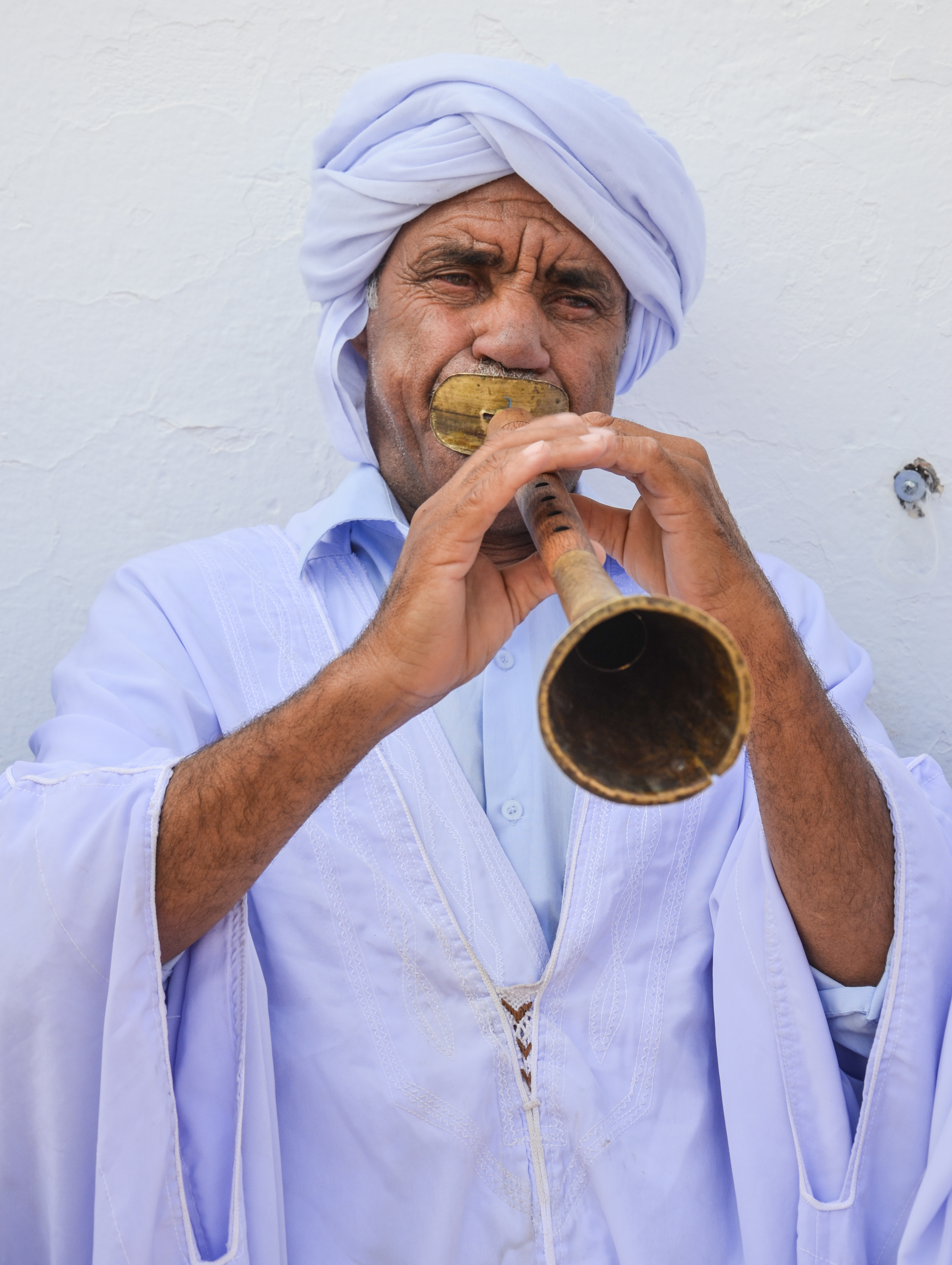
Die zūrnā in Algerien gehört zum einteiligen orientalischen Kegeloboentyp surnay.

Die Swahili-Kultur an der ostafrikanischen Küste entstand gegen Ende des 1. Jahrtausends mit einigen Stadtgründungen in einem Gebiet von bantusprachigen Gruppen. Ab dem 8. Jahrhundert sind arabische Handelsniederlassungen und eine beginnende Islamisierung der Küstenorte archäologisch nachweisbar. In den folgenden Jahrhunderten begann die erste Blütezeit von Sansibar, Lamu, Kilwa und anderen Küstenstädten. Bereits gegen Ende des 1. Jahrtausends dürfte es Handelskontakte vom Malaiischen Archipel und Indien über den Indischen Ozean zur ostafrikanischen Küste und an dieser entlang nach Süden bis Madagaskar gegeben haben. Unter der Herrschaft des Sultans von Oman war Sansibar vom 17. bis zum 19. Jahrhundert der Hauptumschlagsort des ostafrikanischen Sklavenhandels. Im 19. Jahrhundert gründeten arabische Händler und Swahili im Landesinnern entlang der Verkehrswege des überregionalen Karawanenhandels einige Siedlungen wie Tabora und Ujiji in Tansania sowie Kisangani im Kongo.
Durch die Jahrhunderte alten Handelskontakte sind in der Musik der Swahili afrikanische, arabische und seit dem 20. Jahrhundert auch indische Einflüsse erkennbar. Die Blasinstrumente lassen sich grob in quer geblasene Naturhörner afrikanischer Herkunft, arabisch-persische Flöten und europäische Trompeten einteilen. Letztere heißen auf Kiswahili tarumbeta und werden in der Prozessionsmusik bei Feiern gespielt. Zur Gruppe der afrikanischen Blasinstrumente gehört das quer geblasene Antilopenhorn baragumu, das im südlichen Afrika als phalaphala bekannt ist, im 19. Jahrhundert bei der Swahili als Kriegshorn verwendet wurde und allgemein zeremoniell für den Ruf zu Versammlungen eingesetzt wird. Das bedeutendste Zeremonialhorn war das lange, aus Elfenbein bestehende siwa, das zu den Insignien des Herrschers gehörte. Von den wenigen Querflöten könnte die ungewöhnliche ludaya der Bagisu im Osten Ugandas eine regionale Entwicklung sein, während die an der kenianischen Küste vorkommende Querflöte chivoti Ähnlichkeiten mit der indischen bansuri aufweist. Ebenso unklar ist die Zuordnung der östlich des Victoriasees von Rinderhirten der Kuria gespielten ibirongwe.
Manche Flöten in Ostafrika könnten regionale Schöpfungen sein, andere sind wahrscheinlich vorderasiatischen Ursprungs, etwa die offene Längsflöte nai oder semaa an der tansanischen Küste, die von der im islamischen Orient weit verbreiteten nay abstammt. Die nay ist, im Unterschied zu den in diesen Bereich der Volksmusik gehörenden Flöte schabbaba, ein Instrument der klassischen Musik und kann auch im islamisch-religiösen Kontext eingesetzt werden. Hierdurch unterscheiden sich nay oder nai von der ebenfalls im gesamten Orient verbreiteten Kegeloboe, zu welcher die ostafrikanische nzumari gehört. Die orientalischen Kegeloboen gelten für die religiöse Musik als unrein und wegen ihres lauten, durchdringenden Klangs für die höfische Kammermusik als ungeeignet. Sie werden allgemein für die freudige Musik bei Festveranstaltungen im Freien verwendet, üblicherweise im Zusammenspiel mit der zweifelligen Zylindertrommel davul (auf dem Balkan tapan).

## Etymologie
Kiswahili nzumari ist von den Namen arabischer Blasinstrumente mit Einfach- oder Doppelrohrblatt abgeleitet, darunter mizmār für allgemein „Holzblasinstrument“ oder im Besonderen für eine ägyptische Kegeloboe und zummāra für eine gedoppelte Rohrpfeife. Die zugrundeliegende arabische Konsonantenwurzel z-m-r steht nicht spezifisch für Blasinstrument, sie kann auch im Wort für ein Saiteninstrument vorkommen und bezeichnet zunächst „singen“, die Lautäußerung der menschlichen Stimme einschließlich des Einatmen- und Ausatmen-Vorgangs. In zummāra ist die Bedeutung „Schlund, Kehle, Luftröhre“ enthalten und diese führt über das Blasen der aus einem Lederschlauch gefertigten Sackpfeife (zummāra al-qirba) zur Assoziation vom Schrei eines Esels. Auch Latein sum(m)arius („Saumtier“) steht mit z-m-r in Beziehung. Das Wortumfeld (zamara, zimāra) bedeutet im Arabischen „in ein Rohrblattinstrument blasen“, „ein Rohrblattinstrument spielen“.
Ein Musikinstrument wird allgemein nach afrikanischem Verständnis nicht „gespielt“ und ein Blasinstrument nicht „geblasen“, weil das für die Tätigkeit des Musizierens verwendete Verb häufig zum Wortumfeld „schlagen“ oder „singen“ gehört. Im Kiswahili werden nicht nur Xylophone „geschlagen“, etwa kupiga mbila („ein Xylophon oder Lamellophon spielen“), sondern auch Blasinstrumente, weshalb es kupiga tarumbeta („Trompete spielen“, wörtlich „Trompete schlagen“) und entsprechend kupiga nzumari heißt. Im Süden von Malawi sagt man dagegen kuyimba bangwe („Zither spielen“, wörtlich „eine Zither singen“).

## Verbreitung

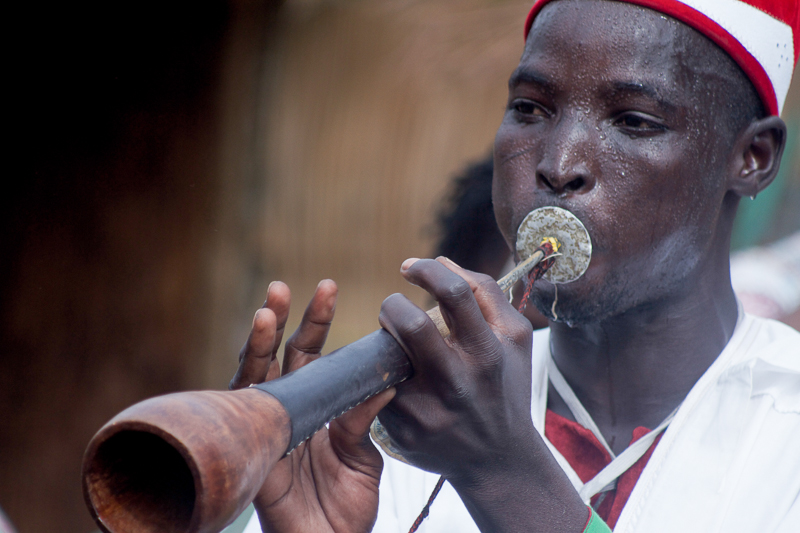
Algaita im Norden Kameruns.

Musikalisch gehören die konischen Doppelrohrblattinstrumente an der ostafrikanischen Küste zur Gruppe der arabisch-persischen surnay und der türkischen zurna. Diese mit der Ausbreitung des Islams bis nach Ost- und Südostasien gelangten Blasinstrumente besitzen eine einteilige Spielröhre, deren zylindrische Form sich am unteren Ende konisch erweitert. Sprachlich hängt das Wortumfeld surnay, zu dem auch in Indien shehnai und in China suona gehören, nicht mit z-m-r zusammen, sondern geht auf arabisch-persisch nay für „Blasinstrumente“ zurück. Der surnay-Typ, der in der islamischen Zeit nach dem 7. Jahrhundert eingeführt wurde, verbreitete sich mit den Osmanen spätestens ab dem 14. Jahrhundert auch nach Europa, wo er auf dem Balkan erhalten geblieben ist. Ins subsaharanische Afrika gelangten Doppelrohrblattinstrumente vermutlich überwiegend ebenfalls aus dem orientalisch-islamischen Kulturraum, sie sind dort insgesamt jedoch selten und könnten teilweise auch aus vorislamischer Zeit stammen.
Typologisch stehen die nzumari den mehrteiligen Kegeloboen in Nordafrika näher, die aus einer konischen Spielröhre, einem aufgesetzten breiten Schallbecher und einem langen Metallmundstück mit Lippenstütze bestehen. Sie sind in der Sahelzone als algaita bekannt und bilden mit der zweifelligen Röhrentrommel ganga einen eigenen Ensembletyp, der für die zeremonielle Musik und Unterhaltungsmusik eingesetzt wird. Ein verwandtes Ensemble, das ausschließlich bei Zeremonien auftritt, besteht aus mehreren metallenen Langtrompeten kakaki, mehreren algaita und ganga-Trommeln. Die algaita wurde mit der islamischen Expansion über Nordafrika verbreitet und gelangte über die Iberische Halbinsel nach Europa. Der von den einteiligen Kegeloboen zu unterscheidende (westliche) algaita-Typ kam folglich unabhängig und früher als der (östliche) surnay-Typ nach Afrika.
Mit dem ostafrikanischen Karawanenhandel gelangten im 19. Jahrhundert einige Musikinstrumente von der Swahili-Küste ins Landesinnere. Träger der Sukuma und Nyamwezi brachten unter anderem nzumari, das Antilopenhorn barghuni und die Floßrassel kayamba in die an den Handelsrouten gelegenen Dörfer, wo sie selbst an den lokalen ngoma-Tanzfesten teilnahmen.

## Bauform und Spielweise

### Somalia
Der nzumari-Kegeloboentyp ist an der ostafrikanischen Küste von Südsomalia bis nach Madagaskar verbreitet. Für Somalia wird auf den italienischen Ethnologen Vinigi Lorenzo Grottanelli (1947) verwiesen, der Kegeloboen bei den Gubahin fand, ehemaligen schwarzafrikanischen Sklaven der Somali, die das Instrument unter dem Swahilinamen parapanda kannten. Grottanelli erwähnt den Forschungsreisenden Nello Puccioni, der in den 1930er Jahren in der Gegend der südsomalischen Stadt Merka zwei Kegeloboen mit dem lokalen Namen simbar oder sombar fand und diese fälschlich als „Klarinetten-Trompeten“ bezeichnete. Grottanellis Ausführungen zielen darauf ab, für die Kegeloboen und andere Musikinstrumente einen südostasiatischen Ursprung nachzuweisen. Der damaligen Theorie des Diffusionismus folgend hielt er einen Verbreitungsweg der Kegeloboe von Westasien nach China, weiter nach Indonesien und von dort an die ostafrikanische Küste für möglich.

### Lamu
Auf der kleinen Insel Lamu vor der Küste Kenias steht die islamisch-religiöse Musik im Vordergrund. Die größte religiöse Zeremonie des Jahres ist maulidi, der Geburtstag des Propheten, bei der während Prozessionen mehrere Rahmentrommeln mit Schellenkranz (twari, Plural matwari) und kleine Zylindertrommeln (kigoma) zusammen verwendet werden. Eine weitere musikalische Form, die ebenfalls an maulidi praktiziert wird, ist der Gesangsvortrag samai (von arabisch samāʿ, „hören“), der außer den beiden Trommeln von der kurzen Längsflöte nai begleitet wird. Diese drei Instrumente sind für religiöse Anlässe reserviert. Die Kegeloboe zumari ya ntapa, kurz zumari wird auf Lamu in der Unterhaltungsmusik verwendet und begleitet hauptsächlich Tänze bei Hochzeitsfeiern. Bis in jüngste Zeit gehörte sie auch zu Besessenheitsritualen (pepo). George W. Senoga-Zake (1986) gibt an, die zumari sei von den somalischen Bajuni zuerst auf Lamu eingeführt und später von den Giriama und danach von anderen Ethnien an der kenianischen Küste übernommen worden.
Die zumari besteht aus einer etwa 25 Zentimeter langen, konischen Spielröhre aus Holz (bevorzugt aus Teak, Swahili msaji) mit üblicherweise fünf, ausnahmsweise sechs Fingerlöchern, einen Schallbecher und einer aufgesteckten Anblasröhre mit breiter Lippenstütze. Die Gesamtlänge beträgt mit rund 36 Zentimetern etwas mehr als auf dem Festland. Das Doppelrohrblatt wird aus einem Blatt der Palmyrapalme angefertigt. Ein Instrument mit fünf Fingerlöchern produziert ungefähr die Tonreihe fis1–a1–c1–cis1–f2–fis2. Üblicherweise ist die Tonfolge der nzumari pentatonisch.
Auf Lamu wird die Kegeloboe mit mehreren unterschiedlichen Trommeln (goma, chapuo, mdundo, vumi und die im 19. Jahrhundert von Europäern eingeführte Militärtrommel beni, abgeleitet von „Band“) in einem Ensemble zur Tanzbegleitung gespielt. Als traditionelle Perkussionsinstrumente kommen gelegentlich die Floßrassel kayamba und die von Frauen bei Prozessionen mit einem Stock geschlagenen Büffelhörner pembe hinzu (pembe, „Tierhorn“; speziell „Büffelhorn“ heißt auf Kiswahili vugo). Zu den Tänzen gehört der unter den Swahili an der kenianischen und tansanischen Küste bei Hochzeiten beliebte chakacha, bei dem die im Kreis tanzenden Frauen in Bauchtanzmanier die Hüften bewegen. Weitere Tänze sind der stilisierte Schwerttanz der Männer chama, der Stocktanz der Männer goma, der Kreistanz für beide Geschlechter msondo und der bei Hochzeiten aufgeführte Stocktanz kirumbizi. Bei diesen und anderen Tänzen wird seit Ende des 20. Jahrhunderts die Trompete gegenüber der zumari bevorzugt. Moderne Bands verwenden außerdem Keyboards, Saxofon, Gitarre und Schlagzeug.

### Kenianische Küste
Die nzumari, die von den Digo, Giriama und anderen, zu den Mijikenda gehörenden Ethnien an der kenianischen Küste gespielt wird, hat eine Gesamtlänge von 30 bis 40 Zentimetern, eine zylindrische oder leicht konische Spielröhre und einen konischen Schallbecher. Das Instrument der Digo besteht einer Beschreibung von 1975 zufolge aus einer 15 Zentimeter langen Spielröhre aus Bambus (mvumgo), bei älteren Exemplaren auch aus Elfenbein, und einem hölzernen Schallbecher, der mit einer geflochtenen Schnur befestigt ist. Die nzumari besitzt vier bis fünf Fingerlöcher oben und ein Daumenloch unten. Das Doppelrohrblatt wird aus einer regionalen Schilfgrasart hergestellt. Der Schallbecher aus dem Wurzelholz des mchumbu-Baums (Lannea schweinfurthii) hat einen Durchmesser von etwa 7,5 Zentimetern und eine Länge von 9 Zentimetern. Die Bohrung der Spielröhre beträgt 1,7 Zentimeter. Das Mundstück misst 8 Zentimeter, das Rohrblatt ist 2 Zentimeter breit und 3 Zentimeter lang. Der Spieler nimmt das Mundstück mit dem breiten Doppelrohrblatt weit in den Mund, sodass die Rohrblätter frei schwingen können und bläst mit Zirkularatmung.
Das Standardensemble zur Begleitung des vor allem von den Digo gepflegten sengenya-Tanzes besteht neben sechs unterschiedlich großen, hölzernen Trommeln und einem den Takt gebenden Metallteller (patsu oder ukaya) aus den Melodieinstrumenten nzumari und chivoti, einer Querflöte. Der Teller wird nicht wie der im Jemen entsprechend verwendete sahn mit den Händen, sondern mit zwei Palmblättern geschlagen. Auf einige der Rhythmusinstrumente kann unter Umständen verzichtet werden, aber zumindest eines der beiden Blasinstrumente ist stets erforderlich. Bei normaler Besetzung stehen der nzumari- und der chivoti-Spieler auf beiden Seiten der Trommler, die zu Beginn des Stücks die rhythmische Grundlage einführen, auf der die chivoti melodische Phrasen und Variationen zum musikalischen Thema ergänzt. Nach einiger Zeit übernimmt die nzumari, danach wechseln sich die beiden Blasinstrumente mehrfach ab. Die führenden Tänzer und Tänzerinnen singen ein bis zwei Lieder während einer Aufführung, deren Melodie vom Chor der übrigen Tänzer wiederholt wird. Die Blasinstrumente setzen erst nach dem Ende der Lieder wieder ein.
Bei den Duruma, einer anderen Untergruppe der Mijikenda, ist die bungo oder nzumari eine wesentlich längere Kegeloboe, die in drei Stimmlagen vorkommt. Die höchste bungo hat eine Gesamtlänge von 75 Zentimetern und bringt mit vier Fingerlöchern die Tonfolge a–h–e1–fis1–b1 hervor. Die bungo besteht aus fünf Teilen. Auf die hölzerne Spielröhre (mwanzi) wird ein konischer Schallbecher (kivute oder kinu) aus dem Holz einer Würgefeigenart (mugumo) gesteckt. Am oberen Ende der Spielröhre leitet ein eingesetztes, dünneres Zwischenstück (kigingi) aus Holz zu einer konischen Messingröhre (kinari) über, auf die eine breite, runde Lippenstütze (chivo) aus einer Kokosnussschale oder einem anderen pflanzlichen Material aufgesteckt ist. Die Rohrblätter sind größer als bei den sonstigen nzumari und doppelt einander gegenüber angeordnet.
Die bungo wird solo oder zusammen mit Trommeln und Rasseln gespielt. Zur Begleitung eines Wechselgesangs spielen die Giriama ein Ensemble mit einer bungo, mehreren Pfeifen und der Floßrassel kayamba. Tänzerinnen tragen zusätzlich Gefäßrasseln an den Beinen. Auf einer Tonaufzeichnung von 1993 ergänzt der bungo-Spieler mit seinem tief klingenden Instrument ein rhythmisches Ostinato zu den Perkussionsinstrumenten, während er sich frei zwischen den Tänzerinnen und Musikern bewegt.
Einwohner eines Dorfes oder eines Stadtviertels in Ostafrika treffen sich wöchentlich zu ngoma genannten Veranstaltungen mit Tanz, Gesang und Instrumentalmusik, bei denen auch gesellschaftliche und religiöse Auseinandersetzungen verhandelt werden. Ngoma spielte eine bedeutende Rolle in der Kolonialzeit für alle gesellschaftlichen Schichten als ein Forum, um Beschwerden gegenüber der Verwaltung zu äußern, und für manche Gruppen war und ist ngoma ein magisch-rituelles Tanzfest, das zu Beschneidungen, Hochzeiten und anderen Übergangszeremonien gehört. Ngoma-Gruppen aus verschiedenen Gegenden treffen sich zu wöchentlichen Tanz- und Musikwettbewerben. Für ngoma-Mitglieder ist ihre Gruppe dreifach hierarchisch gegliedert. Der Leiter sollte ein begabter Komponist von Liedern und eine für die Führung geeignete Persönlichkeit sein. An zweiter Stelle stehen qualifizierte Trommler, Sänger und Vortänzer sowie professionelle Spieler der nzumari oder der Trompete, die für einzelne Auftritte engagiert werden. Die Mehrheit der Gruppe bilden die Tänzer, Hintergrundmusiker und Chorsänger, die mitwirken, auch wenn sie wenig geübt sind.
Bei Beschneidungen und Hochzeiten führen Frauen den ngoma-Gesangsstil vugo auf, der nach dem „Büffelhorn“ benannt ist. Das mit einem Stöckchen geschlagene Büffelhorn ist das einzige unverzichtbare Musikinstrument in dieser Aufführung. Die Frauen schlagen das Horn in einem konstanten Tempo und singen, während sie in einer Prozession durch die Straße ziehen. Zum vugo-Gesang gehört auch der Tanz kishuri, bei dem die Frauen ihre Hüften im Kreis schwingen. In größeren Städten wie Mombasa, Malindi und auf Lamu wirken männliche Musiker beim vugo mit und die nzumari wird durch die tarumbeta (Trompete) ersetzt. In einer 1984 beschriebenen, besonderen Aufführung vugo ya kuingia ndiani waren etwa 30 Frauen beteiligt, von denen ungefähr die Hälfte ein Büffelhorn und die andere Hälfte eine Rahmentrommel schlugen. Hinzu kamen ein männlicher nzumari-Spieler, zwei Frauen, die kleine, vasenförmige Tontrommeln sambuku schlugen, sowie ein Leiter und eine Leiterin der Gruppe. Allgemein spielen beim vugo häufig Frauen Musikinstrumente, nur die nzumari wird stets von einem Mann geblasen. Beim fast immer männlichen Begleitensemble des chakacha-Tanzes sorgen eine nzumari oder eine tarumbeta für die Melodie. Das typische männliche ngoma-Ensemble beim Männertanz goma (ähnlich dem Frauentanz vugo) besteht aus einer nzumari, mehreren unterschiedlichen Trommeln (goma, kunda, kleine zweifellige Zylindertrommel chapuo) und dem Aufschlagidiophon upatu (runde Metallplatte, Essenstablett, wird beim Spiel zur Resonanzverstärkung über einen Topf gelegt). Neben ihrer Unterhaltungfunktion fördern die Tänze den Zusammenhalt der Gemeinschaft.

### Sansibar

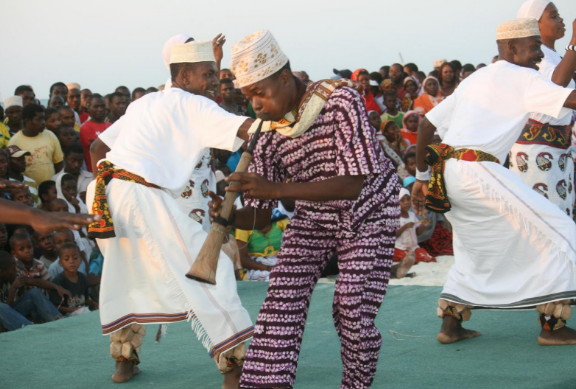
Zumari beim Tanz msewe auf Pemba, der nach den von den Tänzern an den Füßen getragenen Korbrasseln msewe benannt ist.

Auf der Tansania vorgelagerten Insel Sansibar werden neben dem bekanntesten, arabische, afrikanische und indische Elemente enthaltenden Musikstil taarab, der im 19. Jahrhundert am Hof des Sultans eingeführt wurde, und neben dem religiösen Rezitationsstil maulidi, bei dem Erzählungen aus dem Leben des Propheten Mohammed vorgetragen werden, zwei weitere traditionelle Stile gepflegt, die ebenfalls arabischen Ursprungs sind: Sambra und sharaha fallen unter den Oberbegriff ngoma. Während bei den ngoma-Aufführungen typischerweise eine große einfellige Trommel, die ebenfalls ngoma heißt, zum Einsatz kommt, wird auf Sansibar bei diesen beiden Musikstilen die kleine zweifellige Zylindertrommel mirwas (arabisch, Plural marāwīs) geschlagen. In der sambra-Musik ist das Hauptmelodieinstrument die fünfsaitige Leier simsimiyya, in der sharaha-Musik steht die nzumari im Zentrum. Aus beiden Stilen stammt häufig das rhythmische Muster zur Begleitung des taarab-Gesangs.
Der britische Kolonialbeamte William Harold Ingrams erwähnte 1925 einen gegen den böswilligen Geist Nyange gerichteten Besessenheitstanz (im Rahmen des pepo-Kultes) auf Sansibar, der von Frauen aufgeführt und von einem Männerensemble begleitet wurde. Diese spielten die auf drei Füßen stehende, große Kesseltrommel mrungura, die ebenfalls dreibeinige, aber unten offene Standtrommel mshindo, die kleine Fasstrommel chapuo, den Messingteller upatu und die nzumari. Die Frauen tanzten in gewissen Abständen vom Zelt, in dem die Behandlung der besessenen Patientin stattfand, ins Freie hinaus und wieder zurück.

### Komoren
Die Komoren sind kulturell mit der Swahili-Küste verbunden. Seit dem 1. Jahrtausend siedelten sich auf der Insel Araber, Shirazi, Sakalava aus Madagaskar, Schwarzafrikaner, Inder und einige Europäer an. Shirazi sind eine Untergruppe der Swahili, die nach ihrer Herkunftslegende im Jahr 975 mit Ali ibn al-Hassan aus Schiras, dem Gründer von Kilwa in Daus übers Meer kamen und heute vor allem auf Sansibar und Pemba leben. Die ethnischen Verbindungen spiegeln sich in der Verwendung der Musikinstrumente wieder, die in den nach Geschlechtern getrennten traditionellen Musikstilen verwendet werden. Frauen bevorzugen die einfellige Rahmentrommel tari ohne Schellenkranz (auf Sansibar tari, von arabisch tār), Männer die große zweifellige Zylindertrommel fumba (auf Sansibar vumi), die bei Besessenheitstänzen der Männer gebraucht wird. Weitere Parallelen sind der Metallteller patsu (auf Sansibar upatu), die Floßrassel nkayamba (auf Sansibar kayamba), die fünfsaitige Kurzhalslaute gabus(i) (namensverwandt mit der jemenitischen qanbus und der kabosy auf Madagaskar), die Kastenzither ndzedze (ndzendze, namensverwandt mit der ostafrikanischen Plattstabzither zeze) und die Kegeloboe mzumara, die von den Sakalava auf Madagaskar mit anjomara bezeichnet wird. Alle genannten Saiteninstrumente und die Kegeloboe werden nur von Männern gespielt. Die mzumara ist über 50 Zentimeter lang, hat einen breiten Schalltrichter und eine relativ kleine Lippenstütze. Aussprachevarianten von Komorisch mzumara sind ndzumari und auf der Insel Mayotte, wo Mahorisch gesprochen wird, ndzumari oder nzumara.